# Медон (Теннессі)
Медон (англ. Medon) — місто (англ. city) в США, в окрузі Медісон штату Теннессі. Населення — 189 осіб (2020).

## Географія
Медон розташований за координатами 35°27′8″ пн. ш. 88°51′46″ зх. д. / 35.45222° пн. ш. 88.86278° зх. д. (35.452174, -88.862784).  За даними Бюро перепису населення США в 2010 році місто мало площу 2,53 км², з яких 2,52 км² — суходіл та 0,01 км² — водойми.

## Демографія
Згідно з переписом 2010 року, у місті мешкало 178 осіб у 75 домогосподарствах у складі 48 родин. Густота населення становила 70 осіб/км².  Було 83 помешкання (33/км²).
Расовий склад населення:
| - 93,8 % — білих - 5,1 % — чорних або афроамериканців - 1,1 % — корінних американців |

До двох чи більше рас належало 0,0 %. Частка іспаномовних становила 0,6 % від усіх жителів.
За віковим діапазоном населення розподілялося таким чином: 23,0 % — особи молодші 18 років, 55,7 % — особи у віці 18—64 років, 21,3 % — особи у віці 65 років та старші. Медіана віку мешканця становила 45,0 року. На 100 осіб жіночої статі у місті припадало 91,4 чоловіків;  на 100 жінок у віці від 18 років та старших — 85,1 чоловіків також старших 18 років.
Середній дохід на одне домашнє господарство  становив 46 964 долари США (медіана — 41 000), а середній дохід на одну сім'ю — 57 731 долар (медіана — 54 688). За межею бідності перебувало 6,8 % осіб, у тому числі 0,0 % дітей у віці до 18 років та 9,8 % осіб у віці 65 років та старших.
Цивільне працевлаштоване населення становило 83 особи. Основні галузі зайнятості: освіта, охорона здоров'я та соціальна допомога — 43,4 %, виробництво — 18,1 %, мистецтво, розваги та відпочинок — 14,5 %.